# Tim Wirth

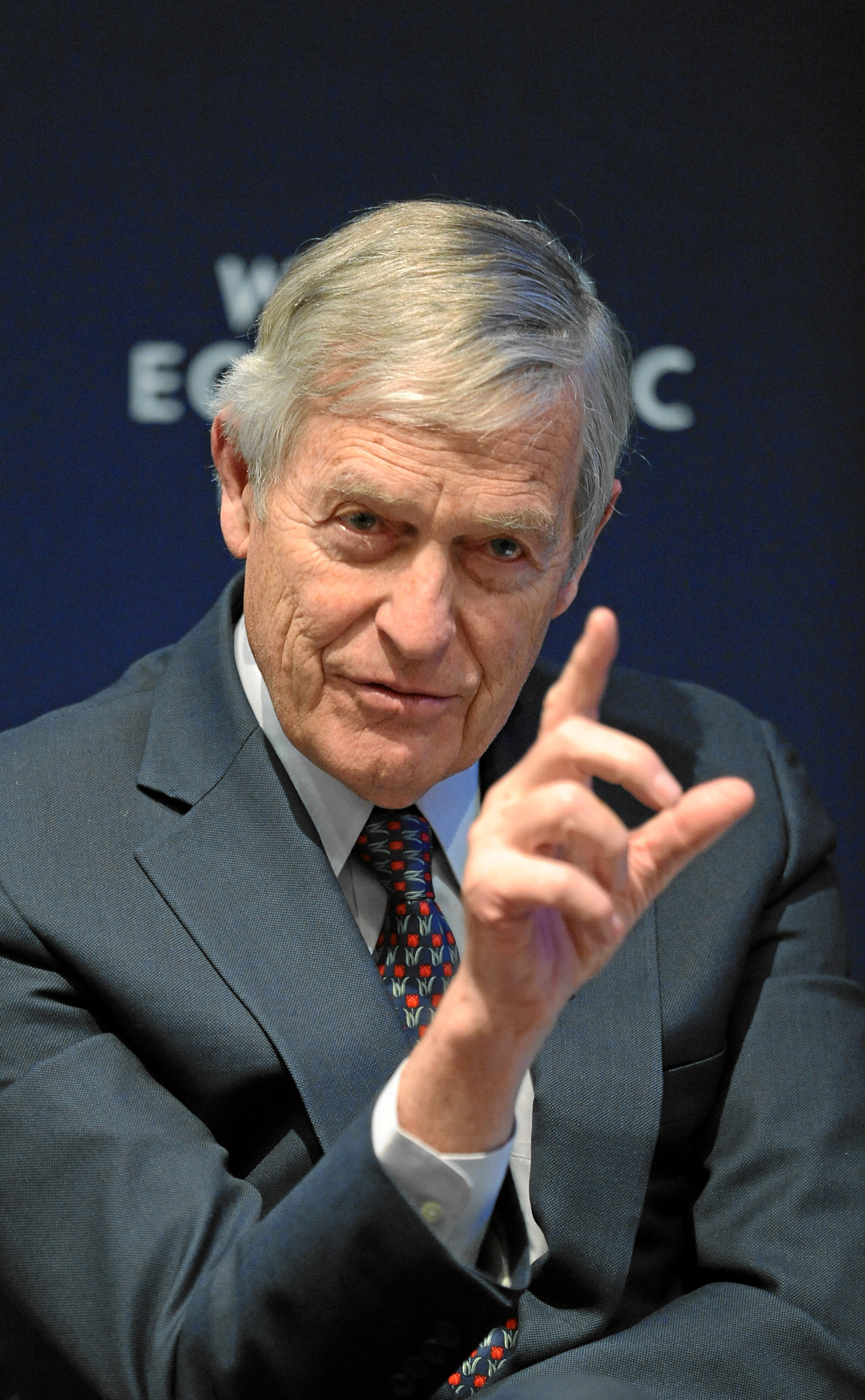
Wirth während des WEFs 2011

Timothy Endicott „Tim“ Wirth (* 22. September 1939 in Santa Fe, New Mexico) ist ein US-amerikanischer Politiker der Demokratischen Partei. Vom 3. Januar 1975 bis zum 3. Januar 1993 saß er für den US-Bundesstaat Colorado im US-Repräsentantenhaus und im US-Senat.

## Frühe Jahre, Karriere und Familie
Wirth wurde in Santa Fe in New Mexico geboren. Seinen Bachelor of Arts erhielt er von der Harvard University. Die Stanford University verlieh ihm 1973 den Ph.D.
Wirth ist verheiratet mit Wren Winslow Wirth. Gemeinsam haben beide eine Tochter und einen Sohn.

## Politische Karriere
Seine politische Karriere begann Wirth in der Regierung von Richard Nixon, wo er als Deputy Assistant Secretary for Education amtierte. 1970 kehrte er nach Colorado zurück, wo er 1974 erfolgreich für einen Sitz im US-Repräsentantenhaus kandidierte. Bis 1987 vertrat er den 2. Distrikt des Bundesstaates Colorado. In seiner Zeit im House setzte sich Wirth für alternative Haushaltsabgaben ein, unter anderem für die Förderung der Telekommunikationsindustrie.
1986 kandidierte Wirth dann für einen Sitz im US-Senat. Bei der Wahl konnte er sich knapp gegen seinen Kollegen Ken Kramer durchsetzen. Er folgte auf Gary Hart. Im Senat legte er sein Augenmerk auf den Klimawandel. So organisierte er 1988 die in den USA legendären Hansen Hearings. Wirth trat häufiger als Sponsor von Gesetzen auf, die die Begrenzung von Umweltschäden zum Ziel hatten. 1992 trat er für eine Wiederwahl nicht mehr an.

## Nach dem Kongress
Nachdem er aus dem Kongress ausgeschieden war, unterstützte er die Kandidatur von Bill Clinton für das Amt des US-Präsidenten Nach dessen Erfolg ernannte ihn Clinton 1993 im State Department zum Staatssekretär für Demokratie und globale Angelegenheiten. Während seiner Amtszeit war er unter anderem Delegationsleister der US-Delegation bei der Klimakonferenz in Kyoto, wo das Kyoto-Protokoll verabschiedet wurde, an welchem sich die USA aber nicht beteiligten. 1997 trat er dann zurück, um Präsident der neu gegründeten United Nations Foundation zu werden, einer unabhängigen Stiftung, die mit ihrer Arbeit die Ziele der UN fördern will. Wirth gab zum 1. Februar 2013 das Amt des Präsidenten ab. Der Stiftung wird er aber weiterhin zur Verfügung stehen.

## Auszeichnungen
Seit 2004 ist Wirth Mitglied der American Academy of Arts and Sciences.
2008 wurde ihm der Champions of Earth Award verliehen.